# Perchtoldsdorf
Perchtoldsdorf är en köpingskommun i distriktet Mödling i förbundslandet Niederösterreich cirka 12 kilometer sydväst om centrala Wien. Kommunen har 14 909 invånare (2024). Perchtoldsdorf nämndes för första gången i ett dokument från år 1140.